# Persis Drell

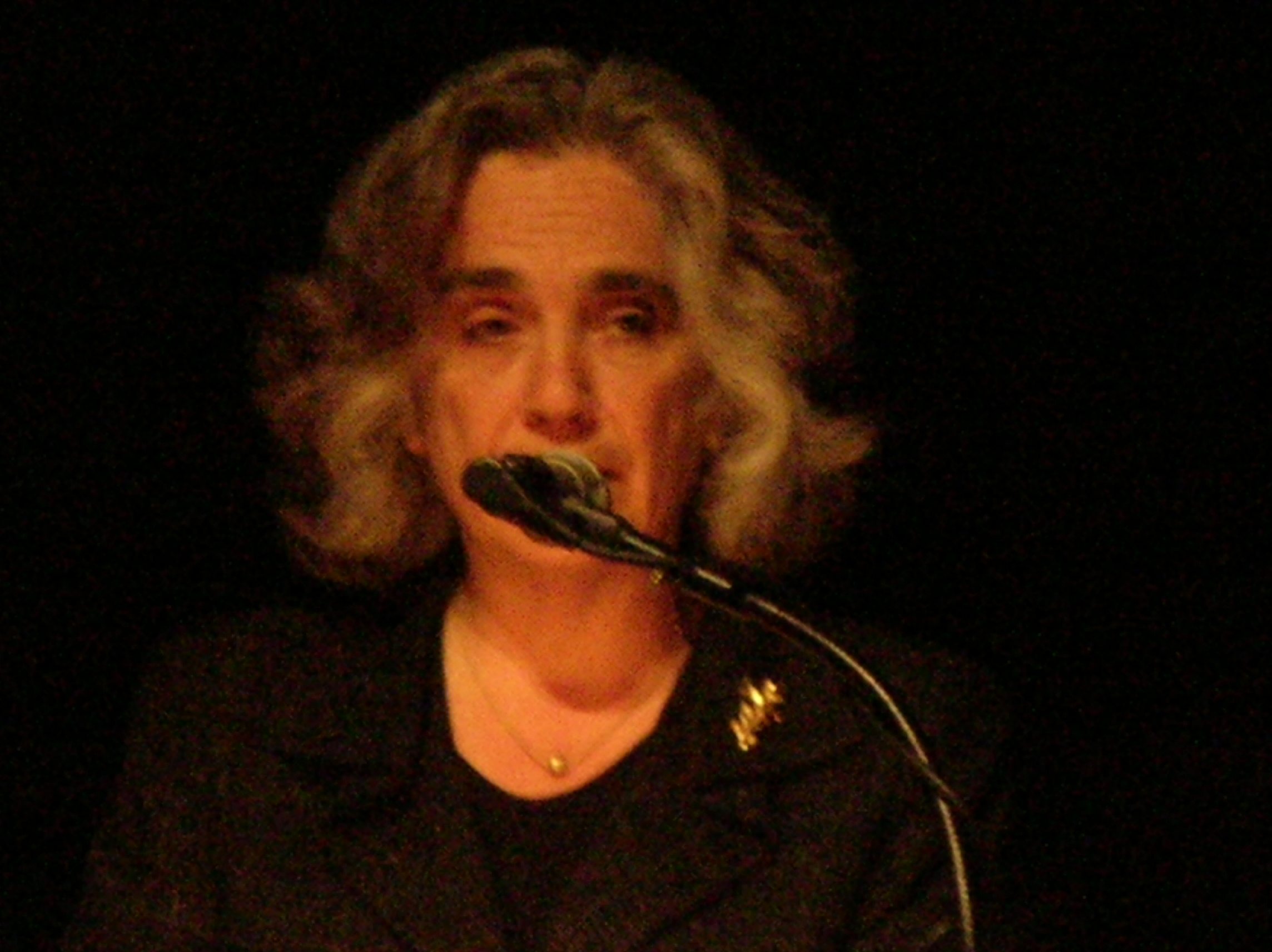
Persis Drell (2009)

Persis S. Drell (* 30. Dezember 1955) ist eine US-amerikanische Teilchenphysikerin. Von 2007 bis 2012 war sie Direktorin des Stanford Linear Accelerator (SLAC).
Drell ist die Tochter von Sidney Drell. Sie studierte am Wellesley College (Bachelor 1977) und promovierte 1983 an der University of California, Berkeley in Atomphysik. Dann wechselte sie zur Hochenergiephysik und ging 1983 ans Lawrence Berkeley National Laboratory. Ab 1988 war sie Assistant Professor an der Cornell University, wo sie 1993 Associate Professor und 1998 Professor wurde und seit 2000 die Gruppe für Hochenergiephysik leitete. 2001 wurde sie dort Deputy Director des Labors für Kernphysik. 2002 wurde sie Forschungsdirektor und Professor am SLAC, 2005 Deputy Director (und Direktor für Teilchenphysik und Teilchen-Astrophysik) und 2007 Direktor. Seit 2014 ist sie Dean der School of Engineering an der Stanford University und seit 2017 Provost der Universität.
Von 2004 bis 2005 war sie Projektmanagerin des Gamma Ray Large Area Space Telescope.
Sie war Guggenheim Fellow (1998) und erhielt 1988 bis 1993 den Presidential Young Investigator Award der National Science Foundation. 2007 wurde sie Mitglied der American Academy of Arts and Sciences, 2010 der National Academy of Sciences und 2025 der American Philosophical Society. Sie ist seit 1997 Fellow der American Physical Society. 2006 war sie Loeb Lecturer an der Harvard University. 2012 erhielt sie den Helmholtz International Fellow Award. Im Jahr 2023 wurde Persis S. Drell als Mitglied der Sektion Physik in die Nationale Akademie der Wissenschaften Leopoldina aufgenommen.